# Sorin Petcu
Sorin Petcu (Valea Nucarilor, 1 de abril de 1974) es un deportista rumano que compitió en piragüismo en la modalidad de aguas tranquilas. Ganó tres medallas en el Campeonato Mundial de Piragüismo en los años 1994 y 1999, y una medalla en el Campeonato Europeo de Piragüismo de 1999.
Participó en los Juegos Olímpicos de Barcelona 1992 y Sídney 2000, su mejor actuación fue un quinto puesto logrado en Barcelona 1992 en la prueba de K4 1000 m.

## Palmarés internacional
| Campeonato Mundial | Campeonato Mundial        | Campeonato Mundial | Campeonato Mundial |
| Año                | Lugar                     | Medalla            | Evento             |
| ------------------ | ------------------------- | ------------------ | ------------------ |
| 1994               | Ciudad de México (México) | Medalla de plata   | K4 200 m           |
| 1994               | Ciudad de México (México) | Medalla de plata   | K4 500 m           |
| 1999               | Milán (Italia)            | Medalla de bronce  | K4 1000 m          |
| Campeonato Europeo |                           |                    |                    |
| Año                | Lugar                     | Medalla            | Evento             |
| 1999               | Plovdiv (Croacia)         | Medalla de bronce  | K4 500 m           |